# Costa di Rovigo
Costa di Rovigo (venetisch Costa de Rovigo) ist eine italienische Gemeinde (comune) mit 2457 Einwohnern (Stand 31. Dezember 2023) in der Provinz Rovigo, Region Venetien. 

## Geographie
Die Gemeinde liegt etwa 7,5 Kilometer westsüdwestlich von Rovigo in der Polesine. Durch die Gemeinde fließt der kleine Etsch (Adigetto).

## Verkehr
Der Bahnhof von Costa di Rovigo liegt an der Bahnstrecke von Verona nach Rovigo. Durch die Gemeinde führt auch die Autostrada A13 von Padua nach Bologna.